# Akarologie

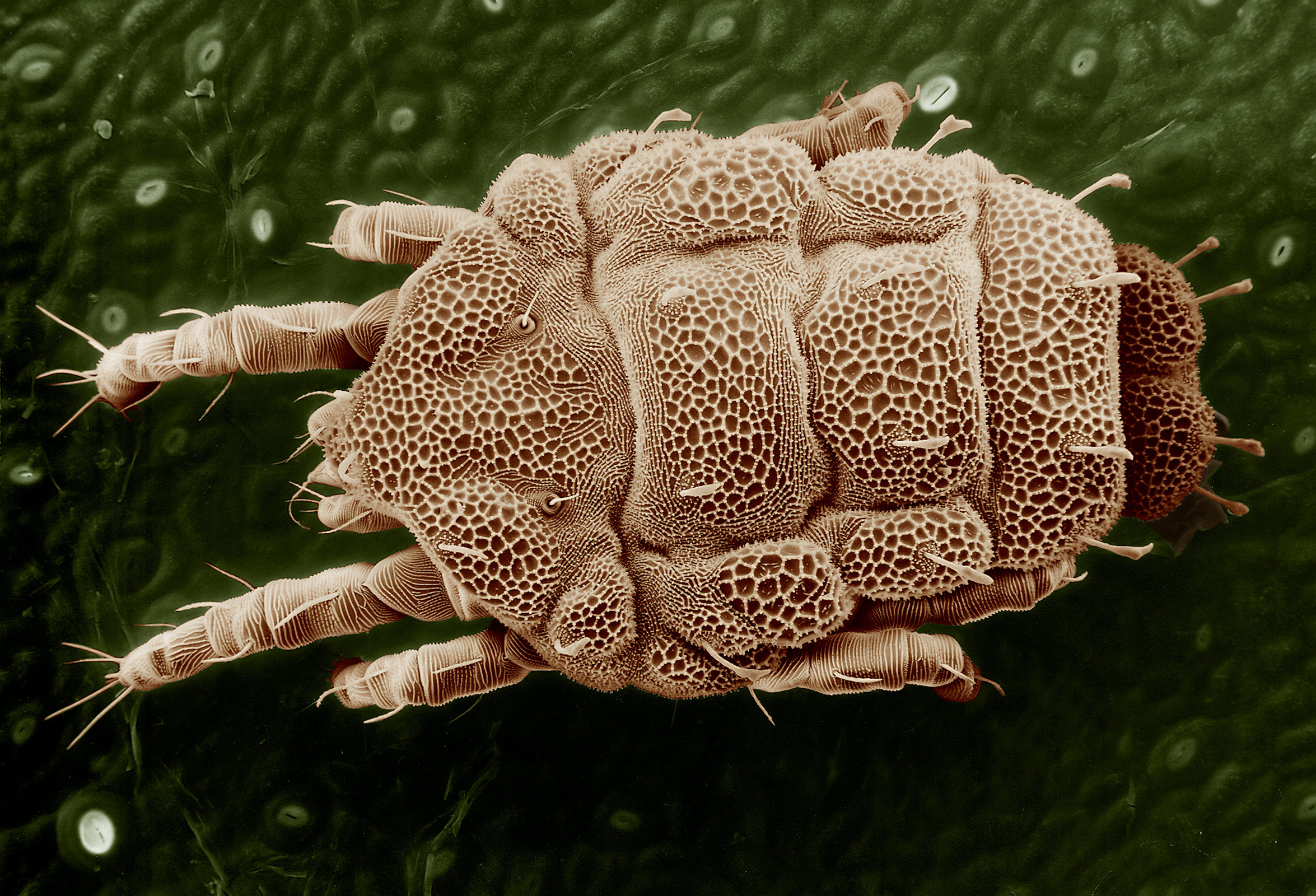
Příklad roztoče – Lorryia formosa (zvětšení 200×)

Akarologie (ze starořeckého ἀκαρί, akarí – roztoč; a λόγος, lógos – slovo) je obor zoologie zabývající se roztoči. Vědec zabývající se akarologií se nazývá akarolog, popřípadě akaroložka.

## Zařazení do systému věd
Akarologie spadá pod arachnologii (studium pavoukovců), jež se řadí do oboru artropodologie (studium členovců), jež je vědeckou disciplínou zoologie (studium živočichů). Akarologové jsou často také parazitologové, neboť velká část roztočů se vyznačuje parazitickým způsobem života.

## Akarologické organizace
Akarologií se zabývá mnoho regionálních i mezinárodních organizací. Zde jsou některé z nich:

### Mezinárodní
- Mezinárodní akarologický kongress (International Congress of Acarology)
- Mezinárodní společnost akarologů francouzského jazyka (Societe Internationale des Acarologues de Langue Francaise)
- Společnost pro systematickou a aplikovanou akarologii (Systematic and Applied Acarology Society)

### Regionální
- Americká akarologická společnost
- Íránská akarologická společnost
- Japonská akarologická společnost
- Africká akarologická asociace
- Egyptská akarologická společnost
- Evropská asociace akarologů

## Akarologické časopisy
Akarologií se zabývá i několik vědeckých časopisů.
- Acarologia
- Acarines
- Experimental and Applied Acarology
- International Journal of Acarology
- Systematic & Applied Acarology
- Ticks and Tick-borne Diseases
- Persian Journal of Acarology

## Významní akarologové
- Mercedes Delfinado (Filipíny, 1933)
- RNDr. Karel Samšiňák, CSc.
- Ronald Vernon Southcott (Austrálie, 1918–1998)
- Aleksei Zachvatkin (SSSR, 1905–1950)